# Muukalainen puhuu
Muukalainen puhuu (finski: "Izvanzemaljac govori") debitantski je studijski album finskog psihodeličnog black metal-sastava Oranssi Pazuzu. Album je 22. travnja 2009. godine objavila diskografska kuća Violent Journey Records.

## Popis pjesama
Tekstovi: Ontto. 
| 1.    | »Korppi«                                              | 5:31 |
| 2.    | »Danjon nolla«                                        | 3:43 |
| 3.    | »Kangastus 1968«                                      | 4:00 |
| 4.    | »Suuri pää taivaasta«                                 | 6:57 |
| 5.    | »Myöhempien aikojen pyhien teatterin rukoilijasirkka« | 3:41 |
| 6.    | »Dub kuolleen porton muistolle«                       | 8:12 |
| 7.    | »Muukalainen puhuu«                                   | 3:42 |
| 8.    | »Kerettiläinen vuohi«                                 | 8:49 |
| 44:35 |                                                       |      |

## Osoblje
Oranssi Pazuzu
- Korjak – bubnjevi
- Moit – gitara
- EviL – klavijature, udaraljke
- Ontto – bas-gitara
- Jun-His – vokali, gitara

Ostalo osoblje
- Sami Jormanainen – snimanje, miksanje, mastering
- Samuli Huttunen – ilustracije, omot albuma